# Theo de Rooij

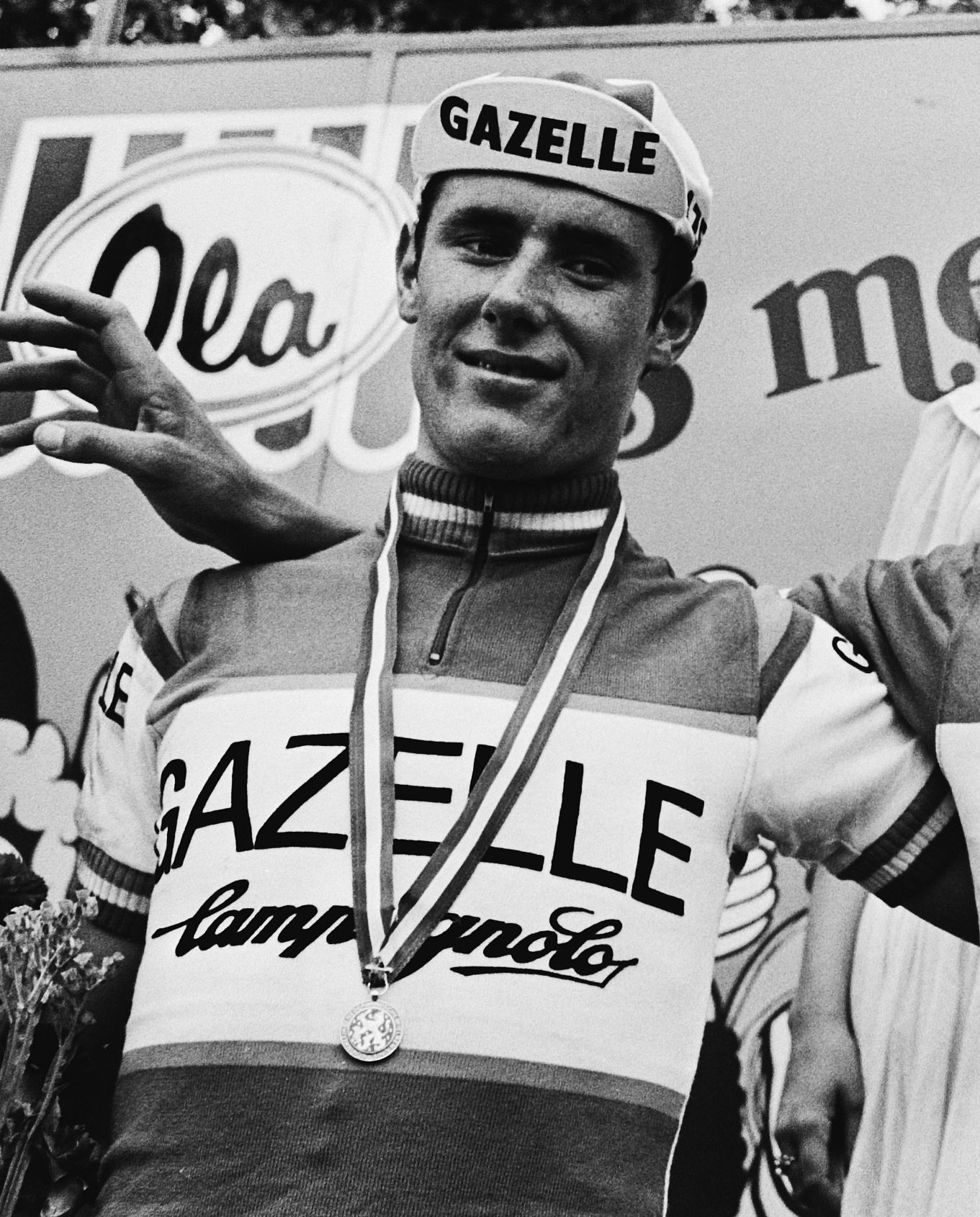
Theo de Rooij (1979)

Theo de Rooij (* 25. April 1957 in Harmelen) ist ein ehemaliger niederländischer Radrennfahrer, späterer Sportlicher Leiter und Unternehmer.

## Radsport-Laufbahn
Als Amateur gewann Theo de Rooij 1978 die Slowakei-Rundfahrt, die Rheinland-Pfalz-Rundfahrt und wurde Studenten-Weltmeister im Straßenrennen. 1979 wurde er niederländischer Vize-Meister im Straßenrennen und gewann die Ronde van Noord-Holland bei den Amateuren. In der Rheinland-Pfalz-Rundfahrt wurde er Dritter und holte einen Etappensieg. 1980 trat er zu den Profis über und gewann im selben Jahr die Kampioenschap van Vlaanderen. Zudem wurde er im selben Jahr mit Ludo Peeters Zweiter des Trofeo Baracchi. Seine Karriere als Radprofi begann er im Radsportteam IJsboerke-Warncke Eis-Koga Miyata.
1981 wurde de Rooij Gesamtzweiter der Deutschland-Rundfahrt. Im Jahr darauf gewann er diese Rundfahrt sowie den Trofeo Laigueglia. Achtmal startete er bei der Tour de France; seine beste Platzierung war der 19. Rang im Jahr 1982. In der Tour de France 1981 gewann er die Sonderwertung Souvenir Henri Desgrange. 1984 gewann er die Bergwertung am Col de Portet-d’Aspet. Viermal fuhr er die Tour de Suisse; 1980 wurde er Gesamtzehnter, 1982 Gesamtzweiter und 1985 Zweiter der Bergwertung. Bei weiteren Rundfahrten – darunter die Setmana Catalana de Ciclisme und die Norwegen-Rundfahrt – konnte er Etappensiege für sich verbuchen. 1981 und 1983 gewann er den Großen Preis der Dortmunder Union-Brauerei. 1990 trat Theo de Rooij vom aktiven Radsport zurück.

## Tätigkeiten als Sportlicher Leiter und im Marketing
Von 1991 bis 1994 war de Rooij Assistent von Teammanager Peter Post bei den Radsportteams Team Panasonic, für das er vorher acht Jahre lang gefahren war, sowie bei Novemail-Histor-Laser Computer. 1995 arbeitete er für das Sport-Marketing von Shimano. Von 1996 bis 2007 war er in der Leitung des Radsportteams Rabobank tätig, nach dem Rücktritt von Jan Raas 2004 als Chef.
Nach dem Ausschluss des Rabobank-Fahrers Michael Rasmussen von der Tour de France 2007 wegen Verstoßes gegen die Anti-Doping-Regeln trat Theo de Rooij von seinem Posten zurück. Zunächst hatte er sich geweigert, den zu dieser Zeit Führenden Rasmussen aus dem Rennen zu nehmen. Der Däne hatte sich dreimal in 15 Wochen Dopingkontrollen entzogen und falsche Aufenthaltsorte angegeben; er gestand schließlich, auch seinen Teamleiter belogen zu haben. Grundlage war die Aussage des italienischen Exprofis und TV-Journalisten Davide Cassani, der im italienischen Fernsehen erklärte, dass er Rasmussen im Frühjahr des Jahres im Trentino habe trainieren sehen, wohingegen dieser gegenüber dem Team angegeben hatte, zu dieser Zeit in Mexiko zu sein. Im Jahr 2012 gab de Rooij gegenüber der niederländischen Tageszeitung De Volkskrant an, dass es in seiner Zeit als Verantwortlicher bei Rabobank im Verantwortungsbereich der Fahrer gelegen habe, „wie weit er im medizinischen Feld gegangen ist“. Allerdings habe er Fahrer disziplinieren müssen, die dies ohne Wissen der medizinischen Abteilung des Teams getan hätten. Auch wenn er den Begriff Doping hierbei nicht verwendete, werden seine Äußerung dahingehend verstanden, dass unter seiner Leitung das Team Doping tolerierte.
Während de Rooijs Zeit bei Rabobank errang  die Mannschaft 81 nationale Meisterschaften, zehn Weltcup-Siege sowie 27 Etappenerfolge bei großen Rundfahrten.  Seit 2008 ist er Sportlicher Leiter der Ronde van Overijssel. Seit 2010 wird in Overijssel das Theo de Rooij Classic ausgetragen.

## Unternehmer
2008 begründete Theo de Rooij gemeinsam mit einem Geschäftspartner das Unternehmen TDR, das E-Bikes produziert. Die Firma wurde für ihr Modell TDR FluxX 2011 mit dem Golden Award der Eurobike ausgezeichnet. Kurz zuvor hatte de Rooij eine Tätigkeit als Betreuer der niederländischen Eisschnelllauf-Nationalmannschaft zur Vorbereitung auf die Olympischen Spiele 2014 aufgenommen, musste dieses Engagement aber aufgrund überwältigender Nachfrage nach den ausgezeichneten Rädern zwei Monate später wieder aufgeben.

## Publikation
2009 legte de Rooij seine Autobiografie BeZIELd vor. Das erste Exemplar übergab er an seinen ehemaligen Chef Peter Post.